# Non c'è neanche il coro
Non c'è neanche il coro è un album discografico del cantante italiano Fausto Leali, pubblicato nel 1988 dalla CBS.

## Tracce - Arrangiamenti musicali - Vito Mercurio
1. Solo lei (Franca Evangelisti-Fabio Massimo Cantini) - 5:10
2. Week end (Fausto Leali) - 3:30
3. Mi manchi (Fabrizio Berlincioni-Franco Fasano) - 3:28
4. Bambini cattivi (Oscar Avogadro-Fausto Leali-Vito Mercurio) - 3:05
5. Il giorno se ne va (Fausto Leali) - 3:45
6. Non c'è neanche il coro (Fausto Leali) - 3:54
7. Ci sarò (Fabrizio Berlincioni-Fausto Leali) - 4:15
8. Vedrai (Fabrizio Berlincioni-Fausto Leali-Vito Mercurio) - 3:50
9. Col tempo (Fausto Leali) - 4:30
10. 'O desiderio 'e te (Fausto Leali) - 1:43

## Formazione
- Fausto Leali – voce, chitarra ritmica
- Alfredo Golino – batteria
- Paolo Steffan – programmazione
- Franco Cristaldi – basso
- Carlo Gargioni – tastiera
- Lele Melotti – batteria
- Giorgio Cocilovo – chitarra solista
- Claudio Wally Allifranchini – sax
- Aida Cooper, Lalla Francia, Betty Vittori, Lola Feghaly – cori